# 觀柱
觀柱為中國清朝武官官員，本籍蒙古。觀柱於1734年（雍正12年）奉旨接替靳光翰，於台灣地區擔任台灣北路協副將。而隸屬台灣鎮之下的此官職是台灣清治時期中的這階段，台南以北之台灣中南部及北部的駐地最高武官將領。
| 前任： 靳光翰 | 台灣北路協副將 1734年上任 | 繼任： 雷澤遠 |